# Mazatán (Nayarit)
Mazatán es una localidad ubicada en el Municipio de Compostela, en el estado de Nayarit, México.